# 高校前駅 (新潟県)
高校前駅（こうこうまええき）は、かつて新潟県長岡市学校町にあった、越後交通栃尾線の駅である。1973年（昭和48年）4月16日、栃尾線の部分廃止により廃駅となった。

## 歴史
- 1953年（昭和28年）7月15日 - 栃尾鉄道により新設される。
- 1956年（昭和31年）11月20日 - 社名変更に伴い栃尾電鉄の駅となる。
- 1960年（昭和35年）10月1日 - 長岡鉄道、中越自動車との3社合併により越後交通の駅となる。
- 1973年（昭和48年）4月16日 - 栃尾線の悠久山 - 長岡間部分廃止により廃駅となる。

## 駅跡
当駅前後の廃線跡は「シンボルロード」と呼ばれる遊歩道として整備されている。平成元年度手づくり郷土賞（いこいとふれあいの道）受賞。

## 駅周辺
- 新潟県立長岡高等学校
- 新潟県立長岡大手高等学校
- 長岡DNビル - 1階にFMながおかの本局がある。

## 隣の駅
越後交通
栃尾線（廃止）
大学前駅 - 高校前駅 - 長岡駅